# Pleuropogon oregonus
Pleuropogon oregonus là một loài thực vật có hoa trong họ Hòa thảo. Loài này được Chase miêu tả khoa học đầu tiên năm 1938.